# La Giuditta (5 voix)
La Giuditta « de Naples »
Ne doit pas être confondu avec La Giuditta (3 voix).

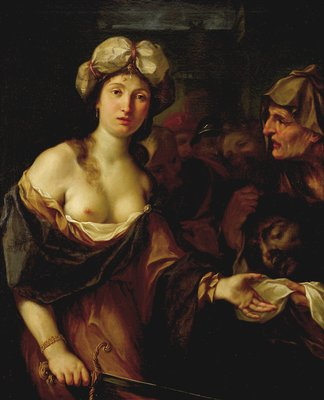
« Giuditta avec la tête d'Oloferne » par Giovanni Gioseffo dal Sole, peintre de l'école bolonaise, vers 1695 (Minneapolis Institute of Art).

La Giuditta (R.500.9) est un oratorio pour cinq solistes (SSATB), deux flûtes, trompette, trombones, cordes et basse continue, du compositeur italien Alessandro Scarlatti et un livret du cardinal Benedetto Pamphilj, créé à Rome lors d'une représentation privée, en 1693, sans doute au Collège Clementine et dédié au cardinal Fieschi.
L'histoire est basée sur le Livre de Judith, et raconte les péripéties de l'héroïne hébreue qui a libéré la ville assiégée de Bethulia après avoir séduit et décapité le général Holopherne. Le même thème sera utilisé par Vivaldi en 1716 pour son oratorio Juditha triumphans.
Bien que créé à Naples, La Giuditta est un exemple typique de l'oratorio romain, dans la veine de Carissimi, Legrenzi et Stradella, tout en annonçant ceux de Haendel.
Cet oratorio à cinq voix est connu comme La Giuditta « de Naples » (où se trouve le manuscrit), pour le distinguer d'un autre oratorio d'Alessandro Scarlatti avec le même titre, mais à trois voix, dénommé La Giuditta « de Cambridge ».
Un autre manuscrit a été découvert dans la collection du Morristown National Historical Park New Jersey. Ce manuscrit semble être l'original et il date de la même année que la création en 1693. Il est donc antérieur à la version conservée au Conservatoire de musique San Pietro a Majella de Naples.

## La Giuditta (5 voix)
Oratorio a cinque voci con stromenti, tromba, tromboni e due flauti (Rome 1693, Naples 1695)
| Giuditta | Soprano |
| Ozia     | Soprano |
| Oloferne | alto    |
| Capitan  | ténor   |
| Prêtre   | basse   |

### Première partie
- Sinfonia: Allegro - Grave

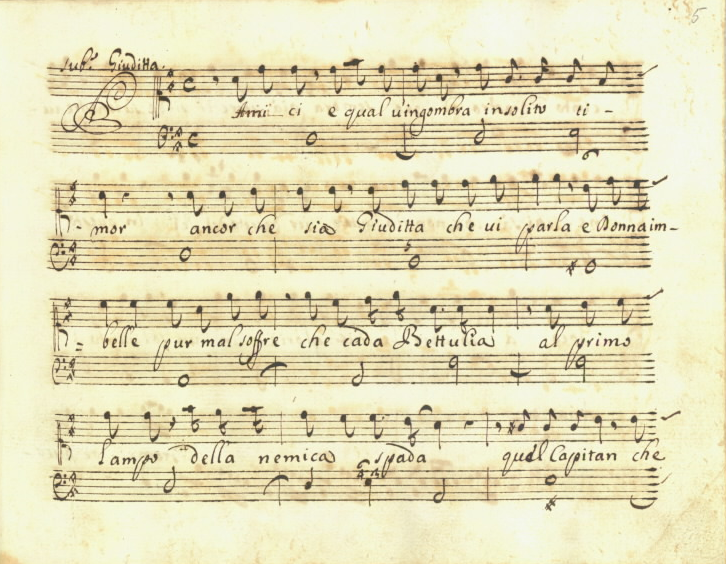
Le premier récitatif de Judith dans le manuscrit de Naples (1693) : Amis, quelle est donc cette crainte jamais vue qui vous paralyse ?.

- Recitativo (Giuditta) - "Amici, e qual v'ingombra"
- Aria (Giuditta) - "Trombe guerriere"
- Recitativo (Giuditta, Ozia) - "Prencipe Ozia"
- Aria (Ozia) - "Se d'Amor fosse il cimento"
- Recitativo (Sacerdote, Giuditta, Ozia) - "Signor, mal soffre"
- Aria (Ozia) - "La speranza del mio seno"
- Recitativo (Sacerdote) - "Nell'estremo periglio"
- Aria (Sacerdote) - "Quel Nume clemente"
- Recitativo (Giuditta) - "Gia, gia s'avvicina"
- Aria (Giuditta) - "Ma so ben qual chiudo"
- Sinfonia bellica
- Aria (Oloferne) - "Lampi e tuoni"
- Sinfonia bellica (da capo)
- Recitativo (Oloferne, Capitano) - "Vedrà Bettulia"
- Aria (Capitano) - "Vincerai s'il Ciel vorrà"
- Recitativo (Oloferne, Capitano) - "Empio già ben"
- Aria (Oloferne) - "No, non dirai che vincero"
- Recitativo (Capitano) - "Vanne, superbo"
- Aria (Capitano) - "Della Patria io torno in seno"

### Seconde partie
- Aria (Giuditta) - "Se di gigli e se di rose"
- Recitativo (Oloferne, Giuditta) - "Donna, non ti doler"
- Aria (Oloferne) - "Vanne, vanne pur"
- Recitativo (Sacerdote, Ozia) - "Prencipe, un huom straniero"
- Duetto (Ozia, Sacerdote) - "Son lieto, felice"
- Recitativo (Capitano, Ozia, Sacerdote) - "Signor, alle tue piante"
- Aria (Capitano) - "Del tiranno il teschio esangue"
- Recitativo (Ozia) - "Il dubitar è vano"
- Aria (Ozia) - "Se la gioia non m'uccide"
- Recitativo (Oloferne) - "Saggia fosti"
- Duetto (Giuditta, Oloferne) - "Mio conforto/Mia speranza"
- Recitativo e scena (Oloferne, Giuditta) - "Gran Donna"
- Recitativo (Oloferne, Giuditta) - "Troppo funesto"
- Recitativo (Oloferne, Giuditta) - "Non so per qual cagione"
- Aria (Giuditta) - "La tua destra, o sommo Dio"
- Recitativo (Giuditta) - "Ma, che più tardo"
- Recitativo (Sacerdote) - "Spunta già l'alba"
- Aria (Sacerdote) - "Traditor, con dolci acenti"
- Recitativo (Ozia) - "Purtroppo anch'io"
- Aria (Ozia) - "Addio, cara libertà"
- Recitativo (Capitano, Ozia) - "Signor, tua debol fede"
- Aria (Ozia) - "Sento che questo core"
- Recitativo (Sacerdote, Capitano, Ozia) - "Ozia, Duce, Bettulia, amici"
- Aria (Capitano) - "Sù, che tardi?"
- Recitativo (Ozia) - "Perdona, perdona, o Duce"
- Recitativo (Giuditta, Ozia) - "Prendi, calpesta"
- Finale: (tutti) - "Alle palme, alle gioie"
- Aria (Giuditta) - "Combattuta navicella"
- (tutti) - "Tanta verace fè giova"
- Aria (Ozia) - "Superata la costanza"
- (tutti) - "Opra sol di quel Dio"

## Édition moderne
- La Giuditta di « Napoli », Lino Bianchi (éd.), Rome, Edizioni de Santis, 1964 (OCLC 471708181)

## Enregistrements
- Orchestre de la Société des doncerts du Conservatoire de Paris, Roger Blanchard (1965, LP Harmonia Mundi HOM 30575)
- Mária Zádori, soprano (Judith) ; Katalin Gémes, mezzo-soprano (Ozias) ; Drew Minter, contreténor (Holofernes) ; Guy de Mey, ténor (Captain) ; József Gregor, basse (Priest) ; Capella Savaria, dir. Nicholas McGegan (1987, Hungaroton HCD 12910)[3] (OCLC 977947979)
- Céline Ricci, Adriana Fernández, sopranos ; Martín Oro, contreténor ; Vincenzo di Donato, ténor ; Bruno Rostand, basse ; Le Parlement de musique, dir. Martin Gester (2 octobre 2004, Ambronay AMY004)[4] (OCLC 658536821)